# Treschenu-Creyers
Treschenu-Creyers foi uma comuna francesa na região administrativa de Auvérnia-Ródano-Alpes, no departamento de Drôme. Estendia-se por uma área de 82,04 km². Em 2010 a comuna tinha 134 habitantes (densidade: 1,6 hab./km²).
Em 1 de janeiro de 2019, passou a formar parte da nova comuna de Châtillon-en-Diois.